# Урюнг-Улах (озеро)
Урюнг-Улах (также Юрюнг-Уулаах) — пресное озеро на севере Якутии (Усть-Янский район). 
Расположено в пределах Яно-Индигирской низменности, к юго-западу от озера Солунтах и северо-востоку от озера Били-Кюель. Имеет близкую к овальной форму, вытянутую с юга на север. Берега слабо изрезаны, покрытые тундровой растительностью, низкие на западе и востоке и обрывистые на юге и севере (высота обрывов озёрной террасы на севере достигает 41 м, на юге — до 16 м). Западный берег заболочен. Острова отсутствуют. Из заболоченной местности на востоке вытекает река Урюнг-Улах, относящаяся к бассейну реки Хрома. К западу находится исток реки Данилкина, впадающей в Селляхскую губу.
Площадь озера составляет 38,5 км². Площадь водосбора — 68,7 км². Длина озера около 10,4 км, максимальная ширина в центральной части — около 3,9 км. Находится на высоте 15 м над уровнем моря.
Ближайший населенный пункт, село Тумат, находится примерно в 117 км к юго-западу.